# 汶山郡
汶山郡，中國古代的郡，最早由西漢時所置。

## 漢代汶山郡
漢武帝元封四年（前107年）以汶江（今四川省茂縣以北）為治所，建立汶山郡（《華陽國志·蜀志》，《後漢書·冉駹夷傳》作郡立於元鼎六年，前111年），立郡有45年。漢昭、漢宣兩帝時，採取少動干戈、儘量鞏固的政策，一些局部疆域地區不得不有所收縮，於地節三年（前67年，《華陽國志·蜀志》原作「元年」，任乃強據《漢書·宣帝紀》、《後漢書·冉駹夷傳》改作「三年」），撤銷了汶山郡，改為蜀郡北部都尉。
漢安帝延光三年（124年） ，又復立汶山郡（《後漢書·郡國志》劉昭注引《華陽國志》），大約數年又恢復為蜀郡北部都尉，漢靈帝時再為改郡（《後漢書·冉駹夷傳》 ）。不久又復為都尉。劉備定蜀，以陳震為都尉，易郡名改為汶山太守（《三國志‧陳震傳》）。歷蜀漢、西晉、成漢、東晉、南朝未變，而轄域日益縮減。
隋文帝時廢汶山郡入會州。

## 隋代汶山郡
隋煬帝改會州為汶山郡，並於今茂汶置汶山縣。會州、汶山郡及唐以後的茂州，都以汶山縣為治所。